# Sam Abouo
Sam Abouo (26 de dezembro de 1973) é um ex-futebolista profissional marfinense que atuava como defensor.

## Carreira
Sam Abouo se profissionalizou no ASEC Mimosas.

## Seleção
Sam Abouo integrou a Seleção Marfinense de Futebol na Copa Rei Fahd de 1992, na Arábia Saudita.

## Títulos
Costa do Marfim
- Copa das Nações Africanas: 1992